# Avenir sportif de Kasserine
Pour les articles homonymes, voir ASK.
 (novembre 2022).
Si vous disposez d'ouvrages ou d'articles de référence ou si vous connaissez des sites web de qualité traitant du thème abordé ici, merci de compléter l'article en donnant les références utiles à sa vérifiabilité et en les liant à la section « Notes et références ».
Maillots
L'Avenir sportif de Kasserine (arabe : المستقبل الرياضي بالقصرين), plus couramment abrégé en AS Kasserine, est un club tunisien de football fondé en 1948 et basé dans la ville de Kasserine.

## Historique
La première association sportive créée en 1948 à Kasserine prend le nom d'Union sportive des travaux publics de Kasserine. Elle est présidée par M. Abax avec Chedly Ben Tahar comme secrétaire général. Évoluant en quatrième division (district de la Medjerda), le club a beaucoup d'ambitions et recrute deux joueurs de l'Union sportive tunisienne. Mais, deux ans plus tard, le club se retire de la compétition. Le Club olympique de Kasserine prend la relève mais son activité se limite à des rencontres locales.
En 1956, le club prend le nom d'Aigle sportif de Kasserine mais ne s'engage pas officiellement. Au cours d'une compétition régionale organisée en 1959, regroupant également l'Union sportive de Sbeïtla, l'Étoile sportive de Fériana et Thala Sports, le club présente la formation suivante : Abderrazak Sfar, Abdelmajid Jroudi, Mohamed Achour, Ahmed Tounsi, Bouali Ben Sliman, Salah Riahi, Mohamed Gouida, Chaaban Tebouti, Frej Sayeh et Mahmoud Ben Salah.
Il faut attendre un parrainage de la Société nationale de cellulose, en 1963, pour que le club s'engage officiellement et  rejoigne à la troisième division (sud ouest) sous une nouvelle appellation : Alfa sportive de Kasserine.
Il fait le va-et-vient entre la troisième et la deuxième division pendant une vingtaine d'années jusqu'à la fin du parrainage en 1982. Il adopte alors son appellation actuelle et, grâce à ses présidents Ahmed Mansouri puis Mohamed Kamel Hamzaoui, réussit son décollage.
Hamzaoui, qui le préside pendant plus de douze ans, lui permet de rejoindre la division nationale et d'y faire bonne figure. Le club rétrograde par la suite en division inférieure pour y passer une quinzaine d'années avant de réussir brillamment son retour en Ligue I à l'issue de la saison 2007-2008.
Au cours de la saison 2009-2010, il réalise un parcours lors duquel il bat les cinq premiers du championnat mais perd contre les derniers, ce qui le condamne à la rétrogradation en Ligue II. Il y passe cinq saisons avant de retrouver sa place en Ligue I à l'issue de la saison 2014-2015, une place qui n'a pas été conservée longtemps puisque le club termine quinzième au classement final et fait son retour en Ligue II.

## Palmarès et bilan

### Palmarès
| Compétitions nationales                                                     |
| --------------------------------------------------------------------------- |
| - Championnat de Tunisie de deuxième division (2) : - Champion : 1992, 2015 |

### Parcours
- 1963-1972 : division 3 sud-ouest
- 1972-1974 : division 2 centre-sud
- 1974-1976 : division 3 sud-ouest
- 1976-1980 : division 2 centre-sud
- 1980-1984 : division 3 sud-ouest
- 1984-1987 : division d'honneur
- 1987-1990 : division nationale
- 1990-1992 : division d'honneur
- 1992-1993 : division nationale
- 1993-1999 : division d'honneur
- 1999-2001 : nationale C
- 2001-2002 : nationale B
- 2002-2003 : nationale C
- 2003-2008 : nationale B (Ligue II)
- 2008-2010 : Ligue I
- 2010-2015 : Ligue II
- 2015-2016 : Ligue I
- 2016-202.. : Ligue II

### Bilan enLigue I
| Saison    | Classement | Joués | Gagnés | Nuls | Perdus | B.P. | B.C. | Meilleur buteur                                                                                         |
| --------- | ---------- | ----- | ------ | ---- | ------ | ---- | ---- | --- |
| 1987-1988 | 8          | 26    | 8      | 7    | 11     | 22   | 33   | Hakim Tabassi (6)                                                                                       |
| 1988-1989 | 7          | 26    | 9      | 7    | 10     | 24   | 40   | Mohamed Ali Tabassi (7)                                                                                 |
| 1989-1990 | 14         | 26    | 4      | 8    | 14     | 17   | 32   | Abdeljabbar Boudhiafi, Néjib Bannani, Fakher Tlili, Riadh Kechaou, Farouk Janhaoui et Lotfi Derbali (2) |
| 1992-1993 | 14         | 26    | 7      | 7    | 12     | 21   | 38   | Mohamed Ali Tabassi et Fakher Tlili (4)                                                                 |
| 2008-2009 | 12         | 26    | 5      | 9    | 12     | 16   | 26   | Anis Boucharbia (4)                                                                                     |
| 2009-2010 | 13         | 26    | 8      | 3    | 15     | 22   | 46   | Aymen Néji et Mara Moussa-Mario (5)                                                                     |
| 2015-2016 | 15/16      | 30    | 5      | 8    | 17     | 17   | 49   | Akid Dkhillali (4), Wassim Naghmouchi (3)                                                               |
| Total     | -          | 186   | 46     | 49   | 91     | 149  | 264  | Mohamed Ali Tabassi (11)                                                                                |

## Personnalités

### Présidents
- Abdelaaziz Siki
- Néji Ben Soltan
- Kacem Yazid
- Ahmed Tounsi
- Radhouan Bouden
- Rachid Jabbari
- Ahmed Jabbari
- 1980-1981 : Rachid Ajlani
- 1982-1986 : Ahmed Mansouri
- 1986-1998 : Mohamed Kamel Hamzaoui
- 1998-1999 : Ammar Zidi
- 1999-2010 : Mohamed Zaâbi
- 2010-2011 : Youssef Mhammedi
- 2011-2014 : Mohamed Zaâbi
- 2014-202.. : Mohamed Kamel Hamzaoui

### Entraîneurs
- 1971-1973 : Mokhtar Soudani
- 1973-1974 : Bechir Hammami puis Gomri[Qui ?]
- 1975-1979 : Abderrahmane Rahmouni
- 1979-1980 : Salah Harrathi
- 1980-1982 : Abdelwahab Hicheri puis Salah Harrathi
- 1982-1986 : Férid Laaroussi
- 1986-1989 : Abderrahmane Rahmouni
- 1989-1990 : Moncef Melliti puis Rejeb Sayeh puis Hédi Kouni
- 1990-1991 : Temime Lahzami puis Salah Harrathi
- 1991-1993 : Férid Laaroussi
- 1993-1994 : Boujedrov[Qui ?] puis Mohamed Tahar Guermiti
- 1994-1995 : Ali Chabbouh puis Abderrahmane Rahmouni
- 1995-1996 : Noureddine Gharsalli[2]
- 1996-1997 : Abid Mchala
- 1997-1998 : Lotfi Ghodhbani et Mohamed Ali Tabbassi, Georgi Gyurov puis Hédi Kouni
- 1998-1999 : Hédi Kouni puis Kamel Boughzala puis Taoufik Ben Othman puis Nabil Bannani puis Abderrazak Aissaoui
- 1999-2000 : Férid Laaroussi puis Wahid Hidoussi puis Khaled Ben Sassi
- 2000-2001 : Khaled Ben Sassi
- 2001-2002 : Abdallah Gherour puis Abderrahmane Rahmouni
- 2002-2003 : Lotfi Ghodhbani puis Ali Ben Néji
- 2003-2004 : Hédi Kouni puis Idrissa Traoré puis Khaled Ben Sassi puis Kamel Boughzala
- 2004-2005 : Kamel Boughzala[réf. nécessaire] puis Mondher Kebaier[2]
- 2005-2006 : Hédi Kouni puis Ounis Bouzidi puis Jalel Kadri puis Wanis Bouzidi
- 2006-2007 : Ali Ben Néji puis Kamel Boughzala[réf. nécessaire] puis Ghazi Gherairi[2]
- 2007-2008 : Riadh Charfi puis Belhassen Meriah puis Kamel Chebli
- 2008-2009 : Mohamed Kouki puis Mohamed Guermiti puis Mohamed Mihoubi puis Mohamed Guermiti puis Khaled Ben Sassi[2]
- 2009-2010 : Lotfi Jebara puis Kamel Zouaghi[2]
- 2010-2011 : Mohamed Guermiti puis Lotfi Ghodhbani[réf. nécessaire] puis Kamel Zouaghi[2]
- 2012-2013 : Hédi Mokrani puis Salem Tabbassi
- 2013-2014 : Mohamed Ameur Hizem puis Hassen Gabsi[2] puis Maher Sdiri puis Lotfi Jebali
- 2014-2015 : Farouk Janhaoui[3],[2]
- 2015-2016 : Thamer Sehli, Kamel Zouaghi, Tarek Thabet puis Thamer Sehli[2]
- 2016-2017 : Mehrez Ben Ali[2] puis Farouk Janhaoui
- 2017-2018 : Mohamed Ameur Hizem[2] puis Ounis Bouzidi
- 2017-2018 : Tarek Thabet[2]
- 2018-2019 : Farouk Janhaoui[2]
- 2020-2021 : Neji Jrad[2]
- 2021-2022 : Saïf Ghezal[2],[4]
- 2022-2023 : Zied Derbali[2]
- 2024-2025 : Farouk Janhaoui[2]
- 2025-202.. : Samir Jenhaoui[5]